# Cyprus Avenue
«Cyprus Avenue» es una canción del músico norirlandés Van Morrison publicada en el álbum de 1968 Astral Weeks.
Según el propio Van Morrison, "Cyprus Avenue" trata sobre "una calle de Belfast, un lugar donde hay mucha riqueza. No estaba muy lejos de donde me crie y era una escena muy diferente. Para mí era un sitio muy místico. Era una avenida rodeada de árboles y lo encontré un lugar en el que podía pensar". Morrison comentó sobre su estilo de escribir: ""Madame George" es un monólogo interior, como "Cyprus Avenue". Ambas canciones simplemente salieron. No pensaba sobre lo que estaba escribiendo".
Brian Hinton, uno de los biógrafos de Morrison, describió "Cyprus Avenue" como "una canción sobre estar atrapado y reducido a un silencio torturador, al igual que en "T.B. Sheets". La necesidad de la inocencia en la primera se equipara a la locura aunque la visión está fuera de lugar. La voz de Morrison está totalmente poseída, moviéndose desde el deseo hasta la excitación".
Una versión en directo de "Cyprus Avenue"  fue incluida en el álbum de 1974 It's Too Late to Stop Now.

## Personal
- Van Morrison: guitarra rítmica y voz
- Richard Davis: contrabajo
- Larry Fallon: clave y arreglos de cuerdas
- Desconocido: flauta